# Lijst van nummer 1-albums in de Vlaamse Ultratop 50 Albums in 2004
Onderstaande albums stonden in 2004 op nummer 1 in de Vlaamse Ultratop 50 Albums. De lijst wordt samengesteld door Ultratop 50.
| Nummer | Datum        | Artiest               | Titel                           |
| ------ | ------------ | --------------------- | ------------------------------- |
| 123    | 3 januari    | Spring                | Spring                          |
|        | 10 januari   | Spring                | Spring                          |
|        | 17 januari   | Spring                | Spring                          |
|        | 24 januari   | Spring                | Spring                          |
|        | 31 januari   | Spring                | Spring                          |
|        | 7 februari   | Spring                | Spring                          |
|        | 14 februari  | Spring                | Spring                          |
| 124    | 21 februari  | Norah Jones           | Feels like home                 |
|        | 28 februari  | Norah Jones           | Feels like home                 |
|        | 6 maart      | Norah Jones           | Feels like home                 |
|        | 13 maart     | Norah Jones           | Feels like home                 |
| 125    | 20 maart     | Novastar              | Another lonely soul             |
|        | 27 maart     | Novastar              | Another lonely soul             |
|        | 3 april      | Novastar              | Another lonely soul             |
|        | 10 april     | Novastar              | Another lonely soul             |
|        | 17 april     | Novastar              | Another lonely soul             |
|        | 24 april     | Novastar              | Another lonely soul             |
| 126    | 1 mei        | Anastacia             | Anastacia                       |
|        | 8 mei        | Anastacia             | Anastacia                       |
|        | 15 mei       | Anastacia             | Anastacia                       |
| 127    | 22 mei       | Jasper Steverlinck    | Songs of innocence              |
| 128    | 29 mei       | Guns N' Roses         | Greatest hits                   |
| 129    | 5 juni       | Arno                  | French bazaar                   |
|        | 12 juni      | Arno                  | French bazaar                   |
|        | 19 juni      | Arno                  | French bazaar                   |
| 130    | 26 juni      | Faithless             | No roots                        |
|        | 3 juli       | Faithless             | No roots                        |
| 127    | 10 juli      | Jasper Steverlinck    | Songs of innocence              |
|        | 17 juli      | Jasper Steverlinck    | Songs of innocence              |
|        | 24 juli      | Jasper Steverlinck    | Songs of innocence              |
|        | 31 juli      | Jasper Steverlinck    | Songs of innocence              |
| 128    | 7 augustus   | Zornik                | One-armed bandit                |
| 129    | 14 augustus  | Red Hot Chili Peppers | Live in Hyde Park               |
|        | 21 augustus  | Red Hot Chili Peppers | Live in Hyde Park               |
|        | 28 augustus  | Red Hot Chili Peppers | Live in Hyde Park               |
| 130    | 4 september  | Natalia               | Back for more                   |
|        | 11 september | Natalia               | Back for more                   |
|        | 18 september | Natalia               | Back for more                   |
|        | 25 september | Natalia               | Back for more                   |
|        | 2 oktober    | Natalia               | Back for more                   |
| 131    | 9 oktober    | Clouseau              | Vanbinnen                       |
|        | 16 oktober   | Clouseau              | Vanbinnen                       |
|        | 23 oktober   | Clouseau              | Vanbinnen                       |
|        | 30 oktober   | Clouseau              | Vanbinnen                       |
| 132    | 6 november   | André Hazes           | 25 Jaar - Het allerbeste van    |
|        | 13 november  | André Hazes           | 25 Jaar - Het allerbeste van    |
| 131    | 20 november  | Clouseau              | Vanbinnen                       |
|        | 27 november  | Clouseau              | Vanbinnen                       |
| 133    | 4 december   | U2                    | How to dismantle an atomic bomb |
|        | 11 december  | U2                    | How to dismantle an atomic bomb |
|        | 18 december  | U2                    | How to dismantle an atomic bomb |
| 131    | 25 december  | Clouseau              | Vanbinnen                       |

1995 ·
1996 ·
1997 ·
1998 ·
1999 ·
2000 ·
2001 ·
2002 ·
2003 ·
2004 ·
2005 ·
2006 ·
2007 ·
2008 ·
2009 ·
2010 ·
2011 ·
2012 ·
2013 ·
2014 ·
2015 ·
2016 ·
2017 ·
2018 ·
2019 ·
2020 ·
2021 ·
2022 ·
2023 ·
2024 ·
2025
- Nederland
- Vlaanderen